# Binnendünen Nordoe
Die Binnendünen Nordoe sind ein Naturschutzgebiet in den schleswig-holsteinischen Gemeinden Dägeling, Kremperheide und Breitenburg im Kreis Steinburg.

## Lage
Das rund 407 Hektar große Naturschutzgebiet ist unter der Nummer 207 in das Verzeichnis der Naturschutzgebiete des Ministeriums für Energiewende, Landwirtschaft, Umwelt, Natur und Digitalisierung eingetragen. Es wurde 2013 ausgewiesen (Datum der Verordnung: 6. März 2013). Das Naturschutzgebiet ist zu einem großen Teil Bestandteil des gleichnamigen FFH-Gebietes. Im Süden grenzt es teilweise an das Landschaftsschutzgebiet „Geesthang bei Dägeling mit Bockwischer Moor“. Zuständige untere Naturschutzbehörde ist der Kreis Steinburg. Das Naturschutzgebiet liegt südlich von Itzehoe im Bereich der Münsterdorfer Geestinsel. 

## Militärische Vorgeschichte
In der unmittelbaren Umgebung von Glückstadt bot sich den Marinesoldaten kein geeignetes Gebiet für den Geländedienst. Deshalb suchte die Bundeswehr einen Standortübungsplatz in der Geest nordwestlich von Glückstadt. Südlich von Itzehoe, zwischen Nordoe und Dägeling, 15 km von Glückstadt entfernt, fand sie  ein 91 Hektar großes Gelände aus Heide und Ödland, zum Teil bewaldet. Hier übten auch die Heeressoldaten aus der Hanseaten-Kaserne (Itzehoe) und der Freiherr-von-Fritsch-Kaserne (Breitenburg) den Landkampf. Bereits Christian IV. (Dänemark und Norwegen) hatte die Gegend im Dreißigjährigen Krieg als Sammelplatz der dänischen Heere genutzt. Zur Zeit des Deutschen Kaiserreichs übte hier die Preußische Armee, später das Heer (Wehrmacht).

## Ökologische Bedeutung
Die Binnendünen mit angrenzendem Wald und Grünland stehen unter Schutz. Das Offenland im Naturschutzgebiet wird von Dünen, Trockenrasen und (feuchten und trockenen) Heiden geprägt. Teilweise sind die Flächen verbuscht. Daneben finden sich als Mähwiese und Weide extensiv genutzte Grünlandbereiche und naturnaher Laubwald im Schutzgebiet. Teile der Offenlandbereiche werden mit Robustrindern wie Galloways und Schottischen Hochlandrindern sowie Exmoor-Ponys und Burenziegen beweidet, um eine Verbuschung zu verhindern und vorhandene Gehölze zurückzudrängen. Dem gleichen Zweck dienen auch Entkusselungsmaßnahmen. Weiterhin wird Gehölzaufwuchs an Gewässerrändern zurückgedrängt und die Gewässer entschlammt.
Die verschiedenen Biotope im Naturschutzgebiet bieten einer artenreichen Flora und Fauna einen geeigneten Lebensraum: Magerwiesen, Sandheiden und Dünen sind Lebensraum zahlreicher Schmetterlinge, darunter Perlmuttfalter, Scheckenfalter, Bläulinge, Blutströpfchen und Dunkles Grünwidderchen. Die Sandbiotope sind auch für Sandbienen, Seidenbienen, Furchenbienen und Blutbienen sowie Sandwespen geeigneter Lebensraum für den Nestbau. Auch Heuschrecken sind in den Wiesen- und Heidebereichen zahlreich vertreten. 2017 wurden zwanzig junge Zauneidechsen im Naturschutzgebiet zur Wiederansiedlung der Tiere ausgesetzt.
Die Gewässer sind Lebensraum verschiedener Libellen, darunter Vierfleck, Plattbauch, Heidelibelle- und Mosaikjungferarten, Große Königslibelle, Große Moosjungfer, Große Pechlibelle, Blaue Federlibelle, Teichjungfer- und Azurjungferarten und dienen Amphibien wie Teich- und Kammmolch, Knoblauch- und Kreuzkröte sowie Gras- und Moorfrosch als Laichgewässer. Im Wasser und Uferbereich siedeln Schachtelhalm und Seggen. Zur Stärkung der Krötenpopulationen wurden in den Jahren 2017 und 2018 insgesamt über 2.300 junge Knoblauch- und Kreuzkröten ausgesetzt.
Auf den mageren Böden siedeln Silbergras, Sandsegge, Frühlings-Hungerblümchen, Frühlingsspörgel, Sandstrohblume, Bergsandglöckchen, Gewöhnliche Kreuzblume, Breitblättriger Thymian und Echte Mondraute. An feuchten Standorten, darunter auch an temporären Kleingewässern, siedeln Zwerg-Gauchheil, Zwerglein, Sumpfquendel, Brennender Hahnenfuß, Schildehrenpreis, Zwiebelbinse, Borstige Schuppensimse, Quirlige Knorpelmiere, Waldläusekraut, Mittlerer und Rundblättriger Sonnentau sowie Moorbärlapp.
Die Zwergstrauchheiden werden an trockenen Standorten von Besenheide und an feuchten Standorten von Glockenheide dominiert. An feuchten Standorten gesellen sich Blaues Pfeifengras sowie Gewöhnliches Katzenpfötchen und Lungen-Enzian dazu. Auf trockenen Heideflächen siedeln auch Besenginster, Englischer Ginster und Behaarter Ginster. Weiterhin sind hier Hundsveilchen, Arnika und Teufelsabbiss zu finden. Stellenweise kommt auch die Niedrige Schwarzwurzel vor. Weiterhin sind im Naturschutzgebiet Echtes Tausendgüldenkraut, Großer Klappertopf und Kleines Wintergrün zu finden.
Das Gebiet wird von der Stiftung Naturschutz Schleswig-Holstein betreut, die rund 390 Hektar des Gebietes gepachtet hat. Teile des Gebietes dienen auch der Naherholung.
Im äußersten Nordwesten des Naturschutzgebiets wird es von der als Marschbahn bezeichneten Bahnstrecke Elmshorn–Westerland/Tondern gequert bzw. grenzt an diese. Im Nordosten quert das Anschlussgleis für das Zementwerk und die Kreidegruben in Lägerdorf das Schutzgebiet. Das Naturschutzgebiet grenzt stellenweise an Siedlungsgebiete in Kremperheide und Nordoe. Im Norden grenzt es an das Gebiet der ehemaligen Freiherr-von-Fritsch-Kaserne.